# Johannes Ens

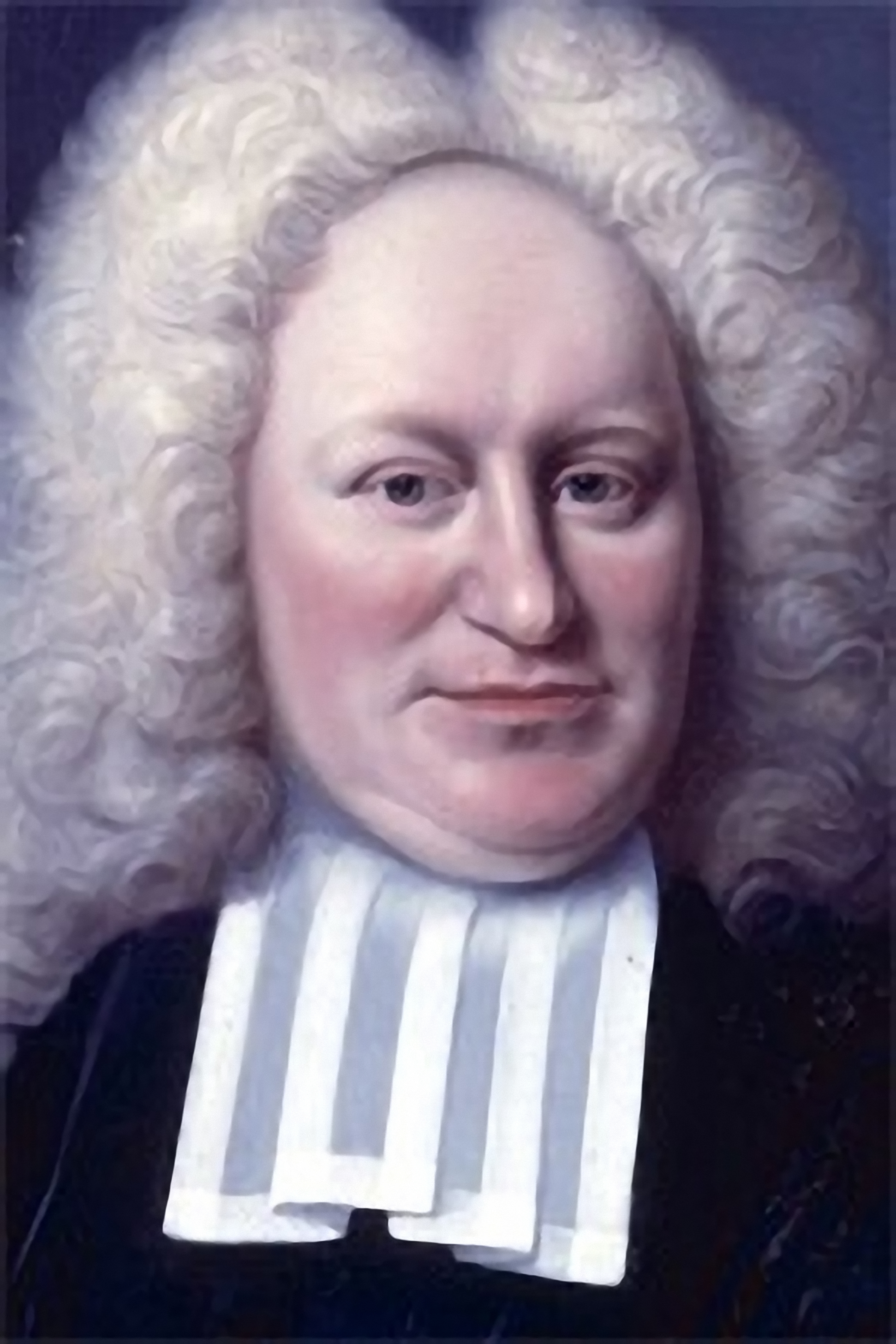
Johannes Ens

Johannes Ens (auch: Hoseas Stigtenius, Daniel van der Heijde; * 9. Mai 1682 in Kwadijk; † 6. Januar 1732 in Utrecht) war ein niederländischer reformierter Theologe.

## Leben
Der Sohn des Pfarrers Cornelius Ens († 20. Juni 1717) war der Bruder des Professors an der Universität Harderwijk Petrus Ens. Nach anfänglicher Ausbildung bei seinem Vater studierte er zunächst an der Universität Utrecht, wo er unter Henricus Pontanus die Disputation de libro vitae verteidigte. 1703 wechselte er an die Universität Leiden, wo er unter Jacobus Perizonius, Johannes a Marck (1656–1731), Salomon van Til (1643–1713) und Franciscus Fabricius (1663–1738) seine theologische Ausbildung fortsetzte. 1706 studierte er in Utrecht, wurde Kandidat des geistlichen Konsistoriums und im März 1707 Pfarrer im nordholländischen Beets (Beersen). Am 25. November 1707 promovierte er in Leiden mit der Disputatio historico-theologica inauguralis de librorum Novi Testamenti canone zum Doktor der Theologie.
1719 ging er an das akademische Gymnasium in Lingen und trat am 11. Mai das Amt des Professors der Theologie und Philosophie mit der Rede de sanctorum liborum studio, atque ejusdem fatis an. Zudem wurde ihm in Lingen ein außerordentliches Pastorat übertragen. Am 10. März 1720 wurde er Pfarrer in Utrecht und am 22. April ins Amt des außerordentlichen Professors der Theologie an der Akademie der Utrechter Hochschule berufen, das er am 3. Juni 1720 mit der Rede De persecutione Julianea antrat.
Am 4. Januar 1723 wurde er ordentlicher Professor der Theologie und hatte als solcher 1727/28 das Rektorat der Alma Mater inne.
Theologisch hatte er sich als Vertreter der Föderaltheologie des Johannes Coccejus etabliert, man sagte ihm ein großes Geschick in der griechischen Sprache sowie umfangreiche Kenntnisse der Kirchengeschichte nach.
Die Überlieferungen schildern ihn als sehr unordentlichen Menschen, der auch den kulinarischen Genüssen nicht abgeneigt war. Dies führte zu einer Zunahme des Leibesumfangs und soll die Ursache für seinen Tod gewesen sein.

## Werke
- Bibliotheca sacra, sive diatribe de librorum novi Testamenti canone. Amsterdam 1710.
- Aanmerkingen over Jesaias kapittelen XI en XII, tot verstand der woorden in den regten zin, het oogmerk, de vervulling of verwachting en gebruik. Amsterdam 1713.
- Oratio inauguralis de persecutione Juliani. Utrecht 1720.
- Oratio de Academiarum omnium praestantissima. Utrecht 1727.
- Tafereel der Wereldse Vermakelijkheden.
- Ouderlings protest en raet, Zions worstelingen, en raet, Zions worstelingen, en Spiegel der voorbeelden ontdekt en opgeheldert, tot bewaringe van eenigheid en bevorderinge van de vreede der kerke. Amsterdam 1715.
- Satans verantwoording wegens de lastering en verdranijing van de Schriften van Coccejus. Lingen 1715.
- Kort historisch Berigt van de Publieke schriften rakende de leer en dienst der Nederduitsche kerken der vereenigde Nederlanden; zijnde de formulieren van Eenigheid en de Liturgie, doorgaans gevoegd achter de Psalmboeken, die in dezelve kerken gebruikt worden; opgesteld door Johannes Ens enz. Utrecht 1733, Nachdruck Kampen 1857.